# Джубга
Джубга (на руски: Джубга) е селище от градски тип в Русия, разположено в Туапсински район, Краснодарски край. Населението му през 2010 година е 5428 души.

## Население
Населението на града през 2010 година е 5428 души. През 2002 година населението на града е 5246 души, от тях:
- 3505 (66,8 %) – руснаци
- 1138 (21,7 %) – арменци
- 225 (4,3 %) – украинци
- 44 (0,8 %) – беларуси
- 43 (0,8 %) – адигейци
- 32 (0,6 %) – татари
- 19 (0,4 %) – грузинци
- 19 (0,4 %) – германци
- 18 (0,3 %) – гърци
- 4 (0,1 %) – азербайджанци